# Photinophyllum reticulatum
Photinophyllum reticulatum là một loài rêu trong họ Rhizogoniaceae. Loài này được (Hook. f. & Wilson) Mitt. mô tả khoa học đầu tiên năm 1868.